# Brooklyn and Queens Transit Corporation

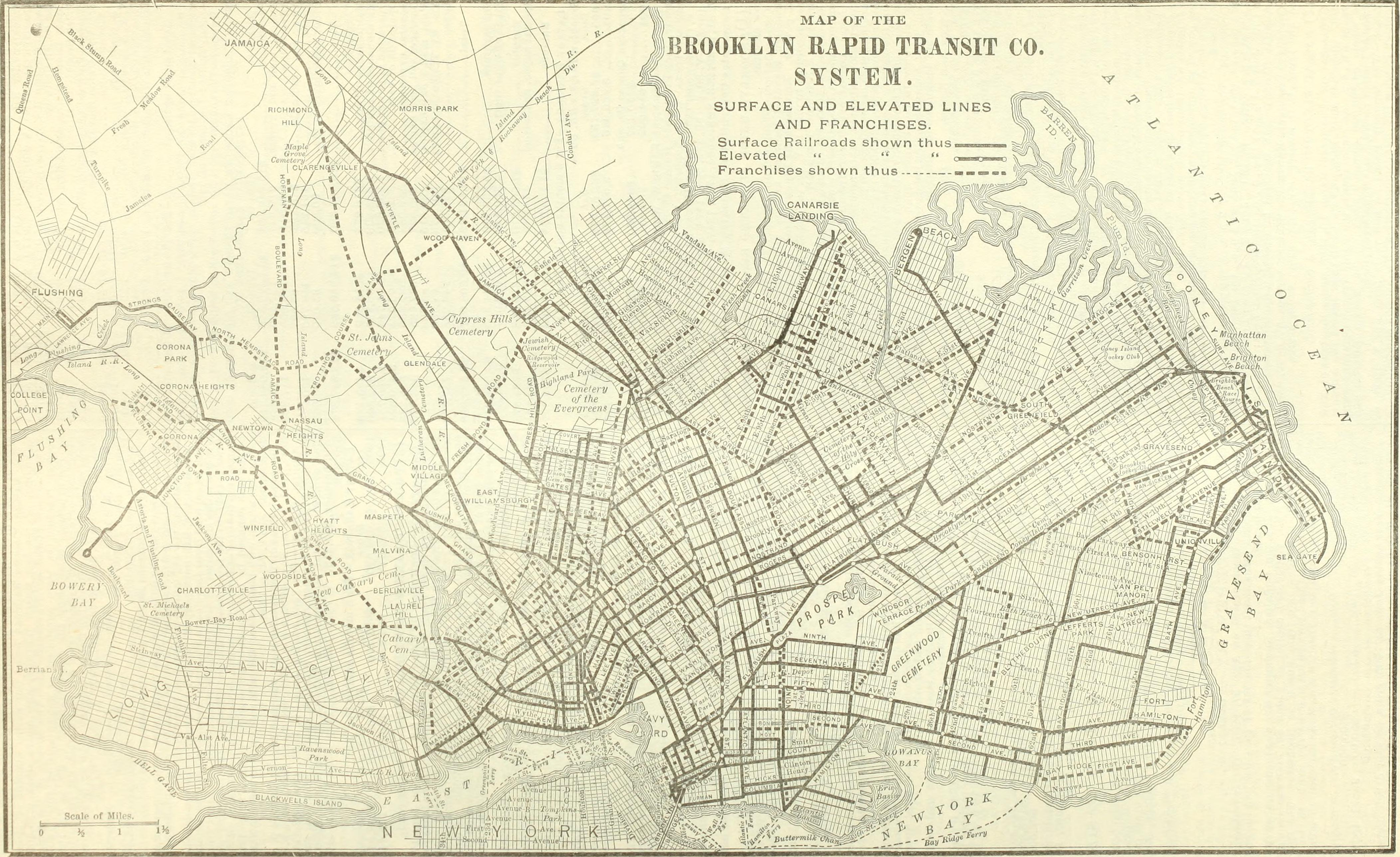
Documento de 1906

La Corporación de Tránsito de Brooklyn y Queens fue una subsidiaria del Brooklyn-Manhattan Transit Corporation que operaba trolebuses en Brooklyn y Queens, ciudad de Nueva York, Estados Unidos (al igual que hacia Manhattan vía el Puente de Brooklyn y el Puente Williamsburg). Fue fundada en 1929 para que operara estas rutas, en la que previamente habían sido operadas directamente por la BMT; sus operaciones fueron transferidas a la Junta de Transporte de la Ciudad de Nueva York en 1940, y a la Autoridad de Tránsito de la Ciudad de Nueva York en 1956.